# 発熱物質
発熱物質（はつねつぶっしつ、英: pyrogeneous substance）とは体内において体温上昇作用をひきおこす物質の総称である。発熱因子（はつねついんし）、発熱原（はつねつげん）、パイロジェン(pyrogen)とも呼ばれる。

## 概要
発熱物質には細菌など外来性のもの(外来性発熱原)と、それに反応して生体が自ら放出するものと(内在性発熱原)とが存在する。P.B.Beesonがウサギの顆粒白血球から抽出してはじめて発熱物質の存在を示した(1948年)。
内在性発熱原(endogenous pyrogen)は顆粒白血球･単球･マクロファージが放出するたんぱく質で、細菌感染症などの発熱の原因物質であり、同たんぱく質が視床下部の温度中枢に作用して発熱を引き起こす。すなわち内在性発熱原は体温を高めることによって病原体に対する生体防御機能を高める免疫に関連する生体機能の一つである。
顆粒白血球･単球･マクロファージに外来性発熱原(exogenous pyrogen)と抗原抗体複合体が作用する内在性発熱原が放出される。外来性発熱原の代表的なものを次に示す。
- グラム陰性菌のエンドトキシン
- 微生物由来物質
- ある種のウイルス
- ある種のステロイド

注射用医薬品もしくはその原料が微生物汚染によりエンドトキシンなどを含むと、患者の投与時に発熱の副作用が懸念されるため、注射用医薬品では発熱物質が存在しないことを規格試験に含め発熱物質が含まれないことを保証している。
その為の医薬品中の発熱性物質の検出は古くはウサギに投与して発熱を検査したが、近年では原因物質であるグラム陰性菌のエンドトキシンをカブトガニ血清由来の凝固因子で検出するリムルス試験で置き換えられている。